# The Soul Stirrers
The Soul Stirrers waren eine Gospel-Band, die vor allem in den 1950er Jahren eine Reihe von Hits hatte.
Die Wurzeln der Band finden sich im Jahre 1927 in Trinity (Texas), als Senior Roy Crain zusammen mit drei weiteren Teenagern ein Gesangsquartett gründete. Einmal kam nach einem frühen Auftritt der Band einer der Zuhörer zu Crain und teilte diesem mit, wie der Auftritt seine Seele gerührt hatte (engl. stirred his soul). Die Band nannte sich daraufhin The Soul Stirrers.
Doch nur wenig später trennten sich die Soul Stirrers wieder und Crain zog Anfang der '30er Jahre nach Houston, wo er sich den New Pleasant Green Singers anschloss... mit der Bedingung, dass sich in diese in Soul Stirrers umbenannten. 1936 machte die Band eine erste Aufnahme für Alan Lomax. Nach einigen Besetzungswechseln gehörten den Soul Stirrers neben Crain noch Rebert H. Harris, James Medlock, T.L. Bruster und Jesse Farley an und die Band zog nach Chicago.
In den 1940ern wuchs die Popularität der Band, die nun ständig auf Tour war und Ende der Dekade Aufnahmen bei Aladdin Records veröffentlichte. Medlock verließ irgendwann in dem Jahrzehnt die Band und wurde durch Paul Foster ersetzt. Anfang 1950 wurden die Soul Stirrers von Specialty Records unter Vertrag genommen, wo sie nacheinander die Singles By and By, I’m Still Living on Mother’s Prayer und In That Awful Hour veröffentlichten. Doch Ende des Jahres verließ Harris die Band, den Leadgesang sollte ein damals noch unbekannter junger Sänger namens Sam Cooke übernehmen.
Jesus Gave Me Water wurde 1951 ein großer Hit für die Band, deren Popularität mit Cookes neuer Leadstimme noch wuchs. Bruster stieg später aus, als Ersatz kam Bob King, der erste Instrumentalist der Gruppe. 1954 gesellte sich für kurze Zeit Julius Cheeks zur Band, der jedoch noch im gleichen Jahr wieder ausstieg.
1956 verließ dann auch Cooke die Band und startete eine erfolgreiche Solo-Karriere. Als Ersatz kam Johnnie Taylor. Auch in den Folgejahren gab es noch diverse Besetzungswechsel, bei denen sich auch immer jüngere Mitglieder der Band anschlossen. Aus diesem Grund sind die Soul Stirrers auch heute noch aktiv. 1989 wurden sie in der Kategorie „Early Influences“ in die Rock and Roll Hall of Fame aufgenommen. „Jesus Gave Me Water“ wurde in die Wireliste The Wire’s „100 Records That Set the World on Fire (While No One Was Listening)“ aufgenommen.